# Jerome Moross
Jerome Moross (* 1. August 1913 in Brooklyn, New York; † 25. Juli 1983 in Miami, Florida) war ein US-amerikanischer Komponist und Dirigent. Er schuf einige musikalische Werke für das Kino der 1950er und 1960er Jahre. Darunter Kompositionen für Filme wie Weites Land, Abenteuer am Mississippi, Der Kardinal, Die Normannen kommen oder Die Liebe eines Sommers.

## Leben und Karriere
Jerome Moross wurde 1913 in Brooklyn, New York geboren. Musikalisch hochbegabt, begann er bereits im Alter von fünf Jahren als versierter Pianist zu spielen, im Alter von acht Jahren begann er mit der Komposition von eigenen Werken. Seine erste große Kompositionarbeit Paeans wurde 1930 von Bernard Herrmann uraufgeführt. Im Alter von achtzehn Jahren verließ Jerome Moross als Absolvent die New York University.
Mitte der 1930er Jahre begann er die Musik für zahlreiche Broadway Shows zu schreiben. Von 1940 an verlagerte er seinen Tätigkeitsbereich als Arrangeur, Orchestrator und Dirigent nach Hollywood. Dort arbeitete er häufig mit anderen namhaften Komponisten zusammen wie Aaron Copland, Franz Waxman oder Hugo Friedhofer. Seit 1948 komponierte Moross auch selbst Filmscores. Er schrieb die Musik für Filme wie Stadt im Würgegriff, Der stolze Rebell, Der Kommandant, Ein Fremder kam an, Der Kardinal, Gwangis Rache oder für das Filmdrama Hail, Hero!. 1959 wurde er für seine Komposition zum Western Weites Land von Regisseur William Wyler mit Gregory Peck und Charlton Heston in den Hauptrollen mit einer Oscar-Nominierung geehrt.
Jerome Moross war von 1939 bis zu seinem Tod mit Hazel Abrams verheiratet. Moross verstarb am 25. Juli 1983 69-jährig in Miami im Bundesstaat Florida.

## Auszeichnungen
- 1959: Oscar-Nominierung in der Kategorie Beste Filmmusik (Original Score) bei der Verleihung 1959 für Weites Land
- 1959: Laurel-Award-Nominierung in der Kategorie Top Score bei der Verleihung 1959 für Weites Land

## Filmografie (Auswahl)

### Kino
- 1946: Drei Fremde (Three Strangers)
- 1946: Eine Lady für den Gangster (Nobody Lives Forever)
- 1948: Close-Up
- 1948: Betrogene Jugend (Enchantment)
- 1951: When I Grow Up
- 1952: Stadt im Würgegriff (The Captive City)
- 1956: Haie greifen an (The Sharkfighters)
- 1958: Der stolze Rebell (The Proud Rebel)
- 1958: Weites Land (The Big Country)
- 1959: Der Herrscher von Kansas (The Jayhawkers!)
- 1960: Der Kommandant (The Mountain Road)
- 1960: Abenteuer am Mississippi (The Adventures of Huckleberry Finn)
- 1962: Ein Fremder kam an (Five Finger Exercise)
- 1963: Der Kardinal (The Cardinal)
- 1965: Die Normannen kommen (The War Lord)
- 1968: Die Liebe eines Sommers (Rachel, Rachel)
- 1969: Gwangis Rache (The Valley of Gwangi)
- 1969: Hail, Hero!

### Fernsehen
- 1959–1964: Wagon Train (Fernsehserie, 14 Episoden)
- 1961: Have Gun – Will Travel (Fernsehserie, 1 Episode)
- 1961: Rauchende Colts (Fernsehserie, 1 Episode)
- 1967: National Geographic Specials (Fernsehserie, 1 Episode)

### Dokumentarfilme
- 1956: Die sieben Weltwunder (Seven Wonders of the World)